# Saison 2017 de l'équipe cycliste Wiggle High5
La Saison 2017 de l'équipe Wiggle High 5 est la cinquième de la formation. Claudia Lichtenberg, Emilia Fahlin, Julie Leth, Amy Cure et Grace Garner rejoignent l'équipe tandis que Danielle King, Amy Pieters, Chloe Hosking, Anna Christian, Peta Mullens et Mara Abbott la quittent.
Elisa Longo Borghini et Jolien D'Hoore sont les leaders de l'équipe et rapportent la majorité des succès. L'Italienne gagne la manche du World Tour des Strade Bianche et les championnats d'Italie sur route et du contre-la-montre. Elle se classe également deuxième du Tour d'Italie. La sprinteuse Belge remporte les manches du World Tour du Tour de l'île de Chongming, de La Madrid Challenge by La Vuelta. Elle est également deuxième de Gand-Wevelgem pour quelques millimètres. Elle compte au total douze victoires sur route. Audrey Cordon s'impose lors des championnats de France du contre-la-montre et sur le Chrono des nations. Annette Edmondson gagne la Pajot Hills Classic et le prologue du BeNe Ladies Tour. Sur le plan collectif, l'équipe est sixième du classement UCI et troisième du classement World Tour. Sur le plan individuel, Elisa Longo Borghini est cinquième du World Tour et Jolien D'Hoore sixième du World Tour et septième du classement UCI.

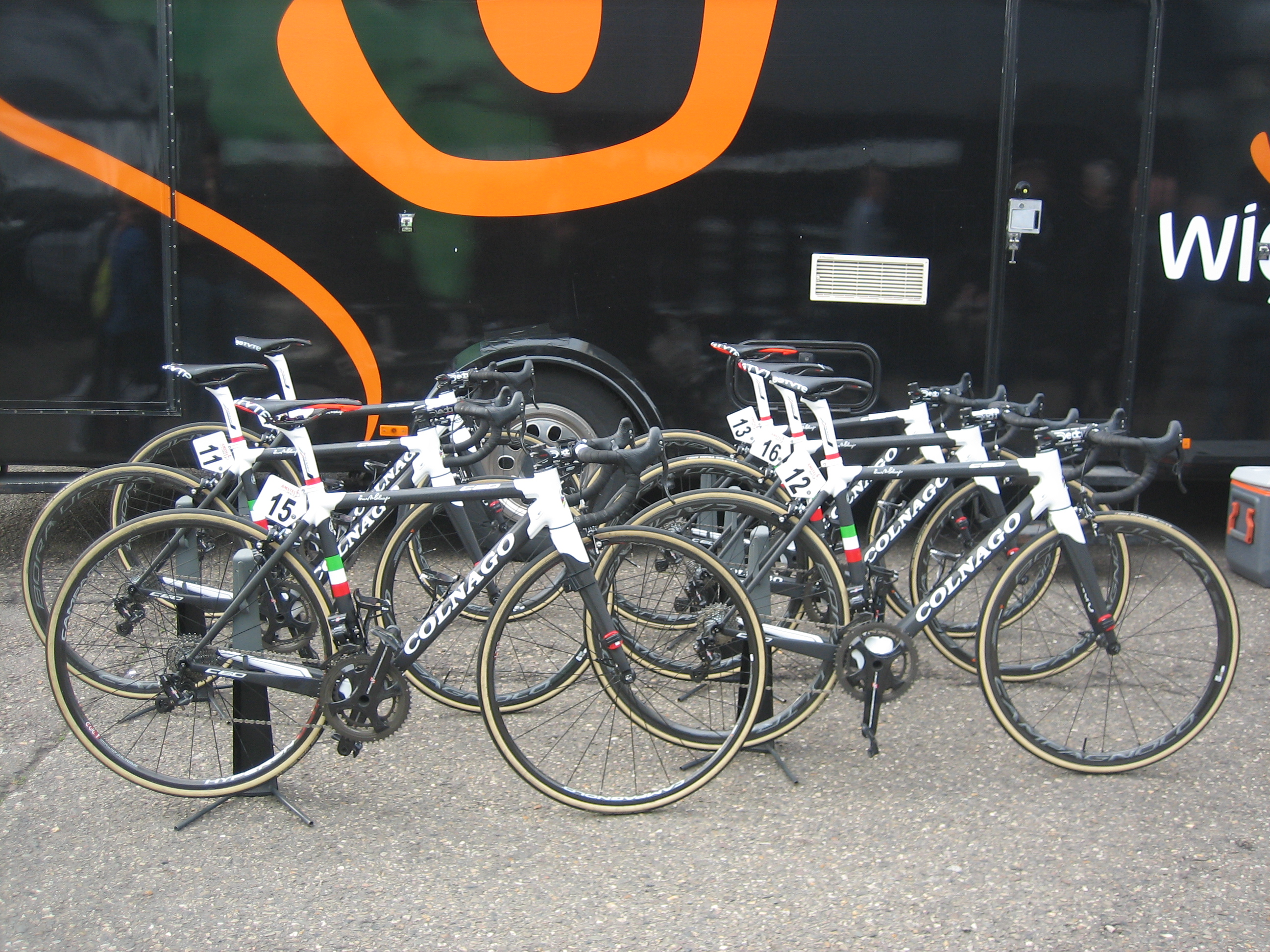
Vélos de l'équipe

## Préparation de la saison

### Partenaires et matériel de l'équipe

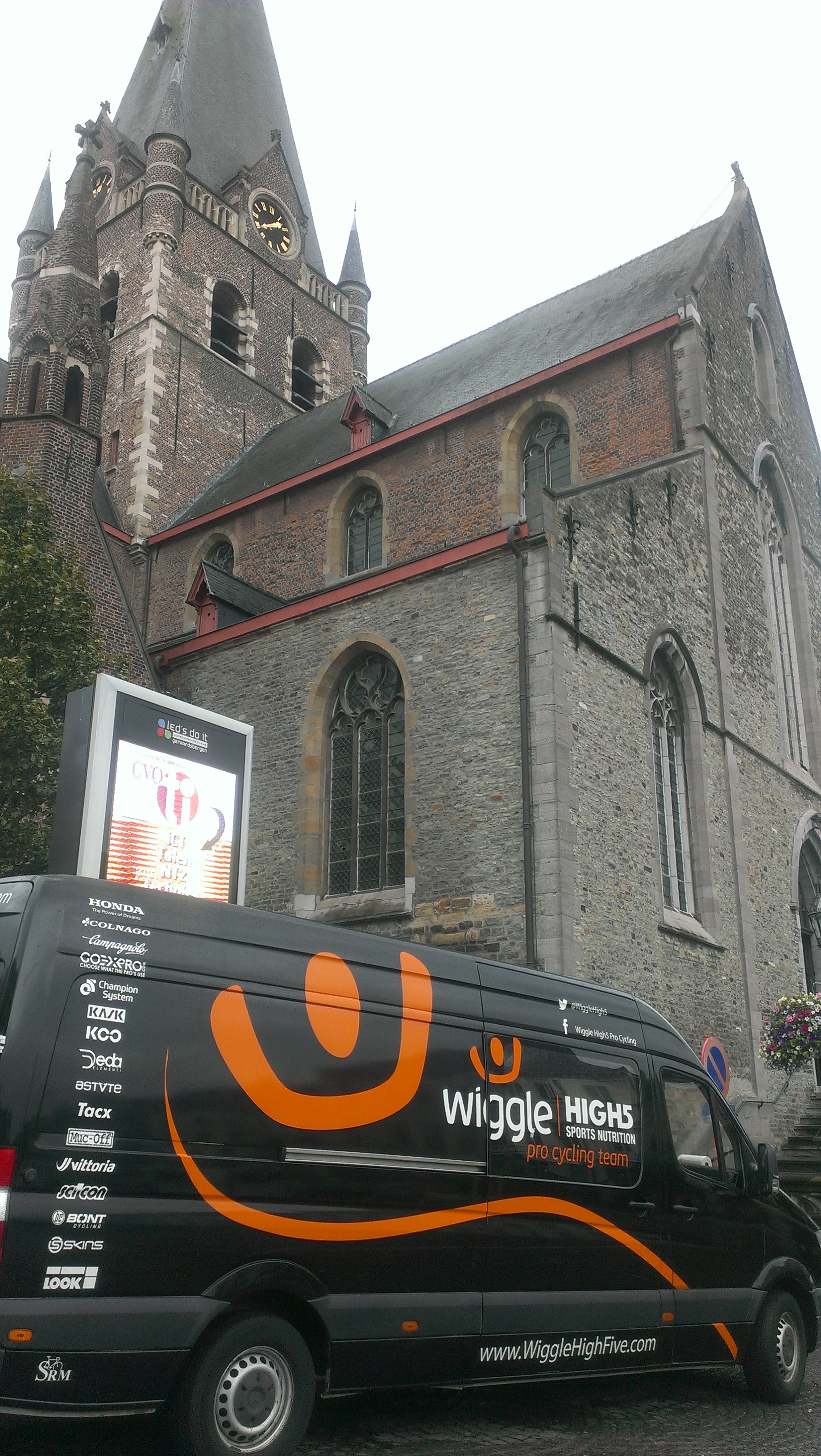
Véhicule de l'équipe

Les partenaires principaux sont Wiggle, un site de vente d'équipement sportif en ligne et High5 une marque de nutrition sportive. Le fabricant automobile Honda soutient également l'équipe. Elle roule sur des vélos Colnago.

### Arrivées et départs

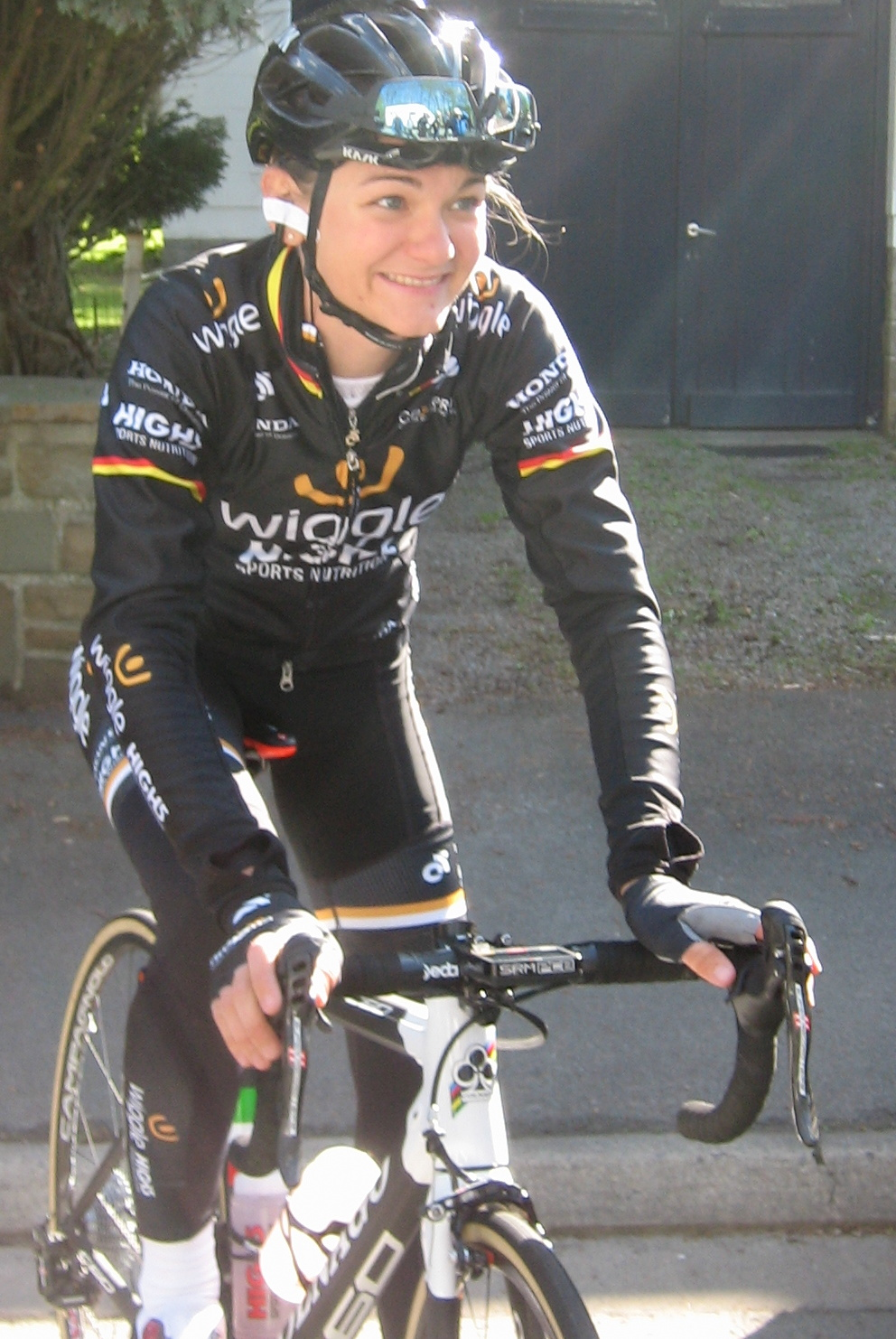
Claudia Lichtenberg rejoint l'équipe

L'équipe recrute la grimpeuse Claudia Lichtenberg qui a notamment à son palmarès le Tour d'Italie. Elle compte y effectuer sa dernière saison professionnelle. Emilia Fahlin retourne dans la formation après avoir connu une année 2016 très fructueuse avec l'équipe Alé Cipollini avec notamment une victoire sur l'Open de Suède Vårgårda. La Danoise Julie Leth rejoint également l'équipe. La pistarde australienne Amy Cure et la sœur de Lucy Garner: Grace, renforcent aussi l'effectif,. 
Au niveau des départs, la polyvalente Danielle King rejoint l'équipe Cylance. La coureuse de classiques Amy Pieters la Boels Dolmans. Enfin la sprinteuse Chloe Hosking signe chez Alé Cipollini. Peta Mullens et Anna Christian quittent également l'équipe. Mara Abbott prend sa retraite. Emma Johansson si elle reste dans l'équipe, il est prévu qu'elle ne court plus et intègre l'encadrement.
| Arrivées            | Équipe 2016     |
| ------------------- | --------------- |
| Amy Cure            | Libre           |
| Emilia Fahlin       | Alé Cipollini   |
| Grace Garner        | Podium Ambition |
| Julie Leth          | Hitec           |
| Claudia Lichtenberg | Lotto Soudal    |

| Départs        | Équipe 2017               |
| -------------- | ------------------------- |
| Mara Abbott    | Retraite                  |
| Anna Christian | Drops                     |
| Chloe Hosking  | Alé Cipollini             |
| Danielle King  | Cylance                   |
| Peta Mullens   | Hagens Berman - Supermint |
| Amy Pieters    | Boels Dolmans             |

## Effectif et encadrement

### Effectif
| Effectif 2017             | Effectif 2017     | Effectif 2017 | Effectif 2017                        |
| Cycliste                  | Date de naissance | Pays          | Équipe précédente                    |
| ------------------------- | ----------------- | ------------- | ------------------------------------ |
| Giorgia Bronzini          | 3 août 1983       | Italie        | Diadora-Pasta Zara (2012)            |
| Amy Cure                  | 31 décembre 1992  | Australie     | Lotto Soudal Ladies (2015)           |
| Audrey Cordon-Ragot       | 22 septembre 1989 | France        | Hitec Products (2014)                |
| Jolien D'Hoore            | 14 mars 1990      | Belgique      | Lotto Belisol Ladies (2014)          |
| Annette Edmondson         | 12 décembre 1991  | Australie     | Orica-AIS (2014)                     |
| Emilia Fahlin             | 24 octobre 1988   | Suède         | Alé Cipollini (2016)                 |
| Grace Garner              | 19 juin 1997      | Royaume-Uni   | Podium Ambition-Club La Santa (2016) |
| Lucy van der Haar         | 20 septembre 1994 | Royaume-Uni   | Liv-Plantur (2015)                   |
| Mayuko Hagiwara           | 16 octobre 1986   | Japon         |                                      |
| Emma Johansson            | 23 septembre 1983 | Suède         | Orica-AIS (2015)                     |
| Julie Norman Leth         | 13 juillet 1992   | Danemark      | Hitec Products (2016)                |
| Claudia Lichtenberg       | 17 novembre 1985  | Allemagne     | Lotto Soudal Ladies (2016)           |
| Elisa Longo Borghini      | 10 décembre 1991  | Italie        | Hitec Products (2014)                |
| Amy Roberts               | 24 décembre 1994  | Royaume-Uni   |                                      |
| Anna Sanchis              | 18 octobre 1987   | Espagne       | Bizkaia-Durango (2013)               |
|                           |                   |               |                                      |
| Source : Cycling Archives |                   |               |                                      |

Portraits
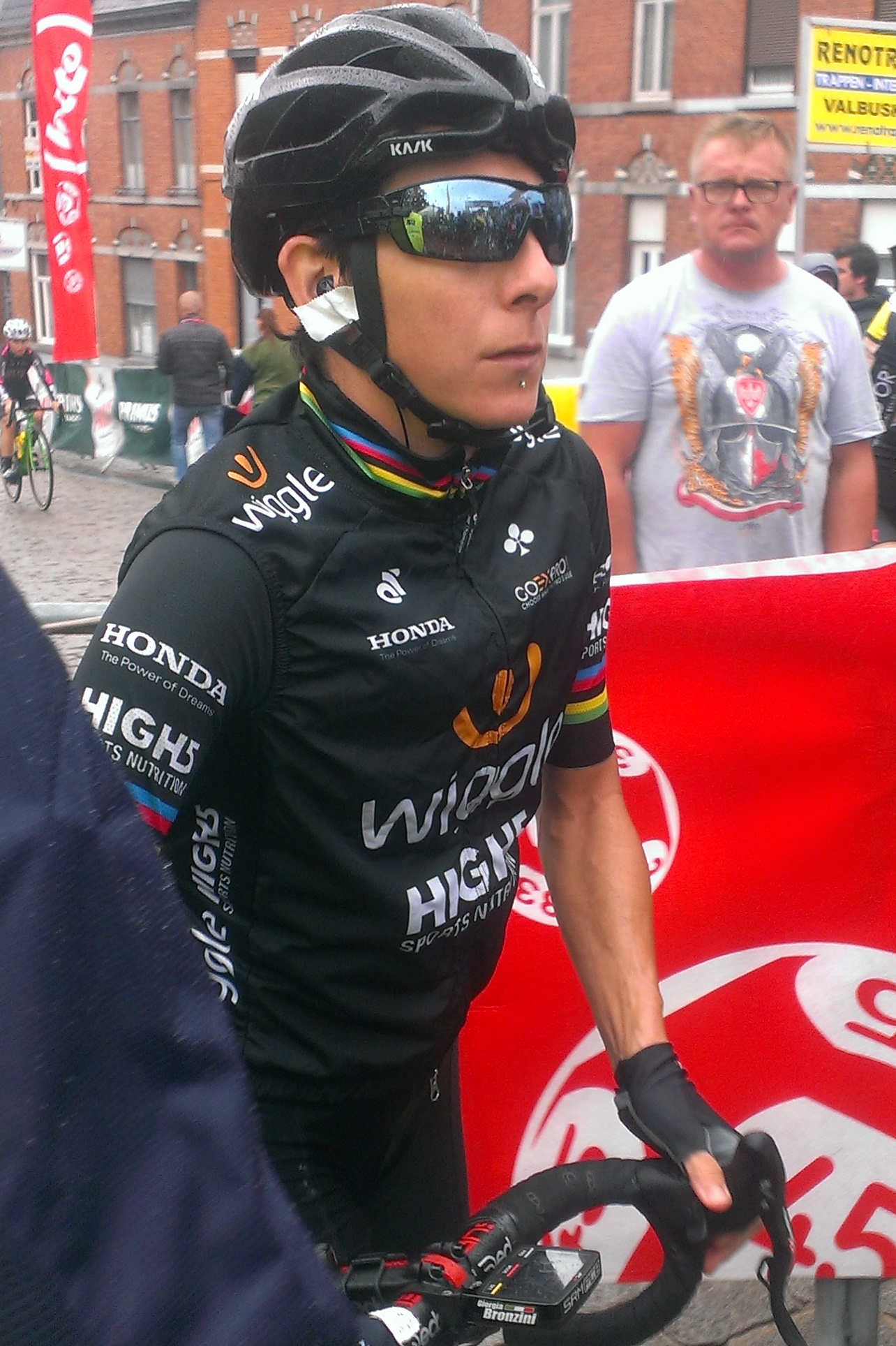
Giorgia Bronzini.
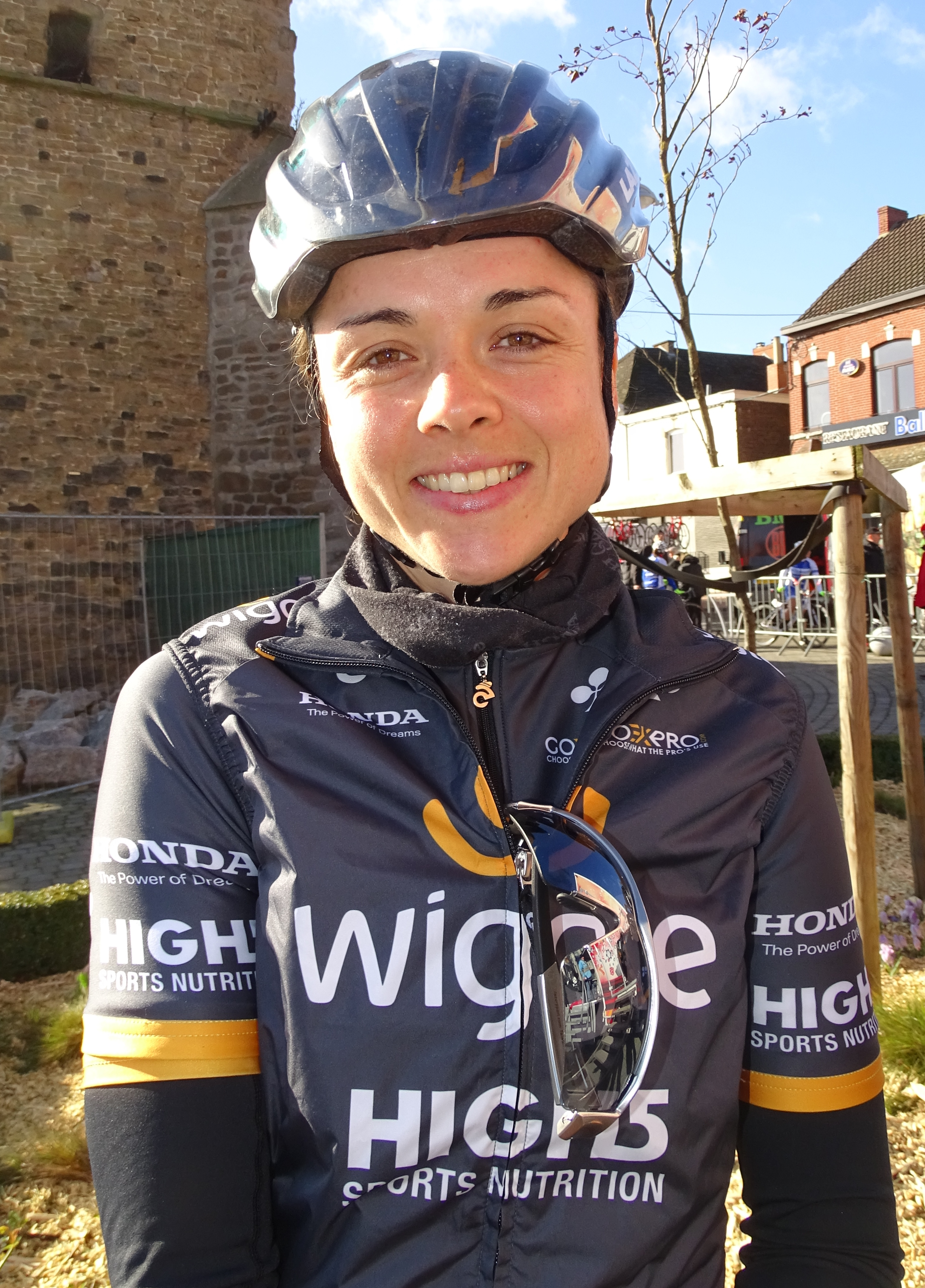
Audrey Cordon en 2016.
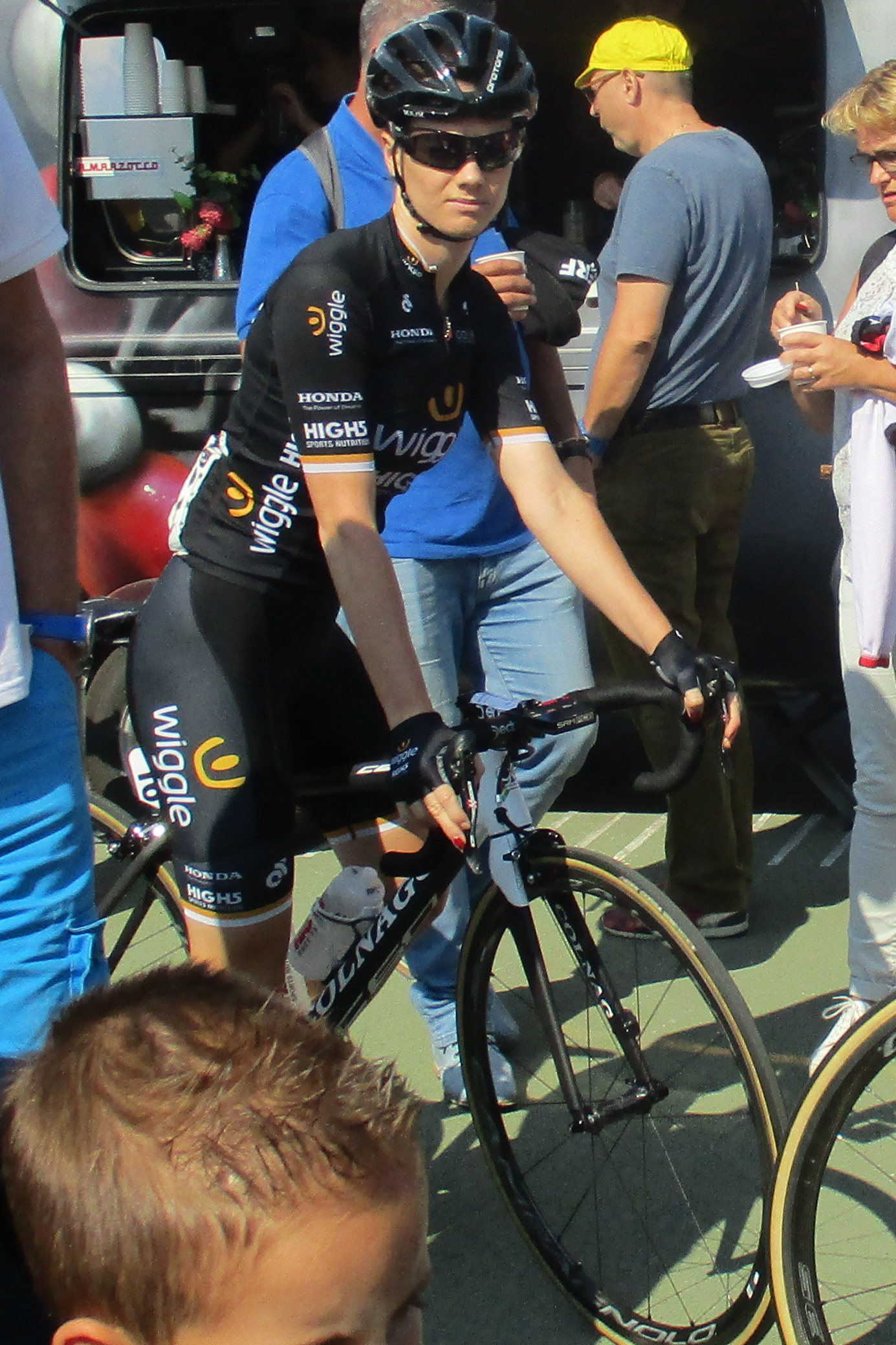
Amy Cure.
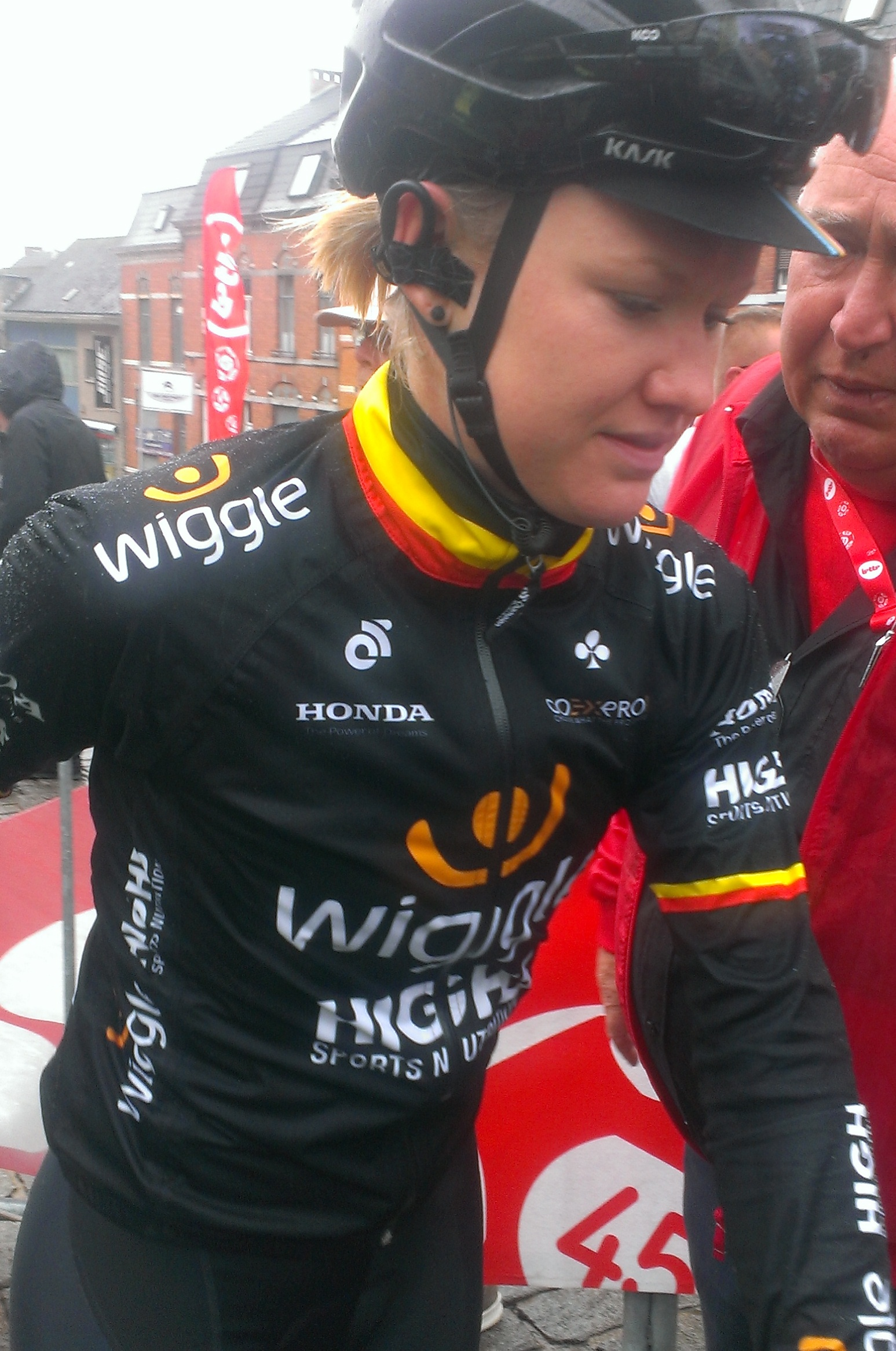
Jolien D'Hoore.
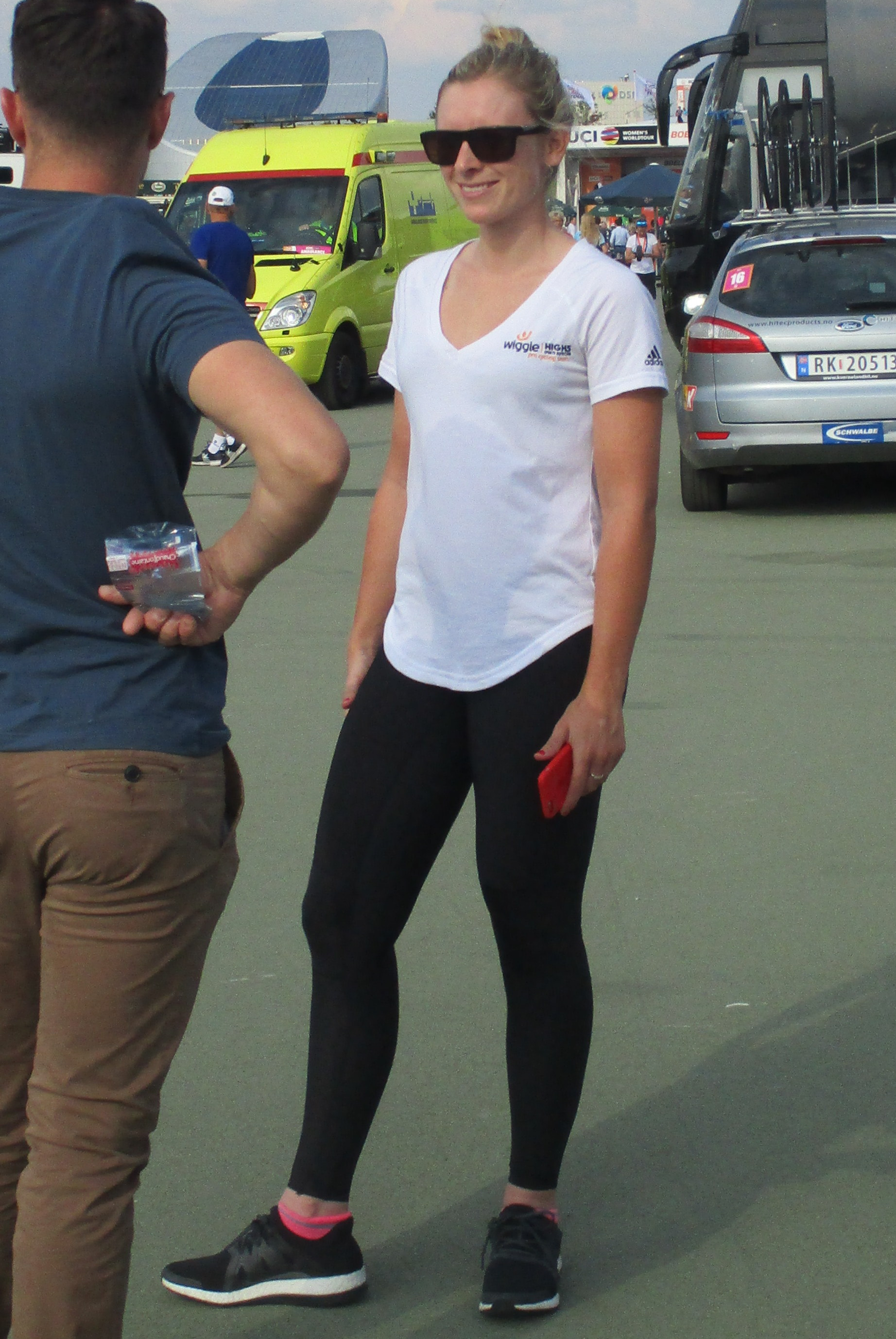
Annette Edmondson.
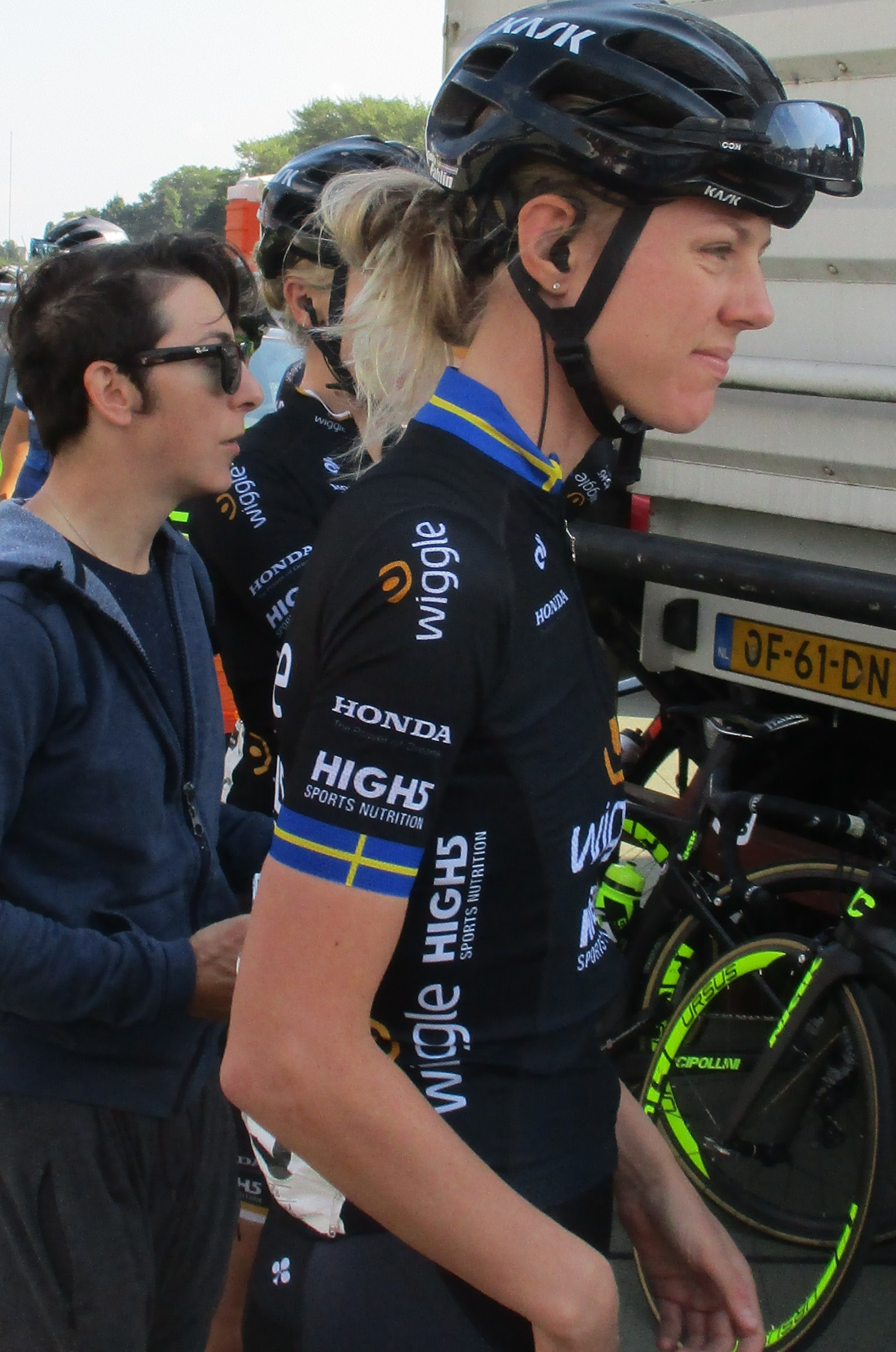
Emilia Fahlin.
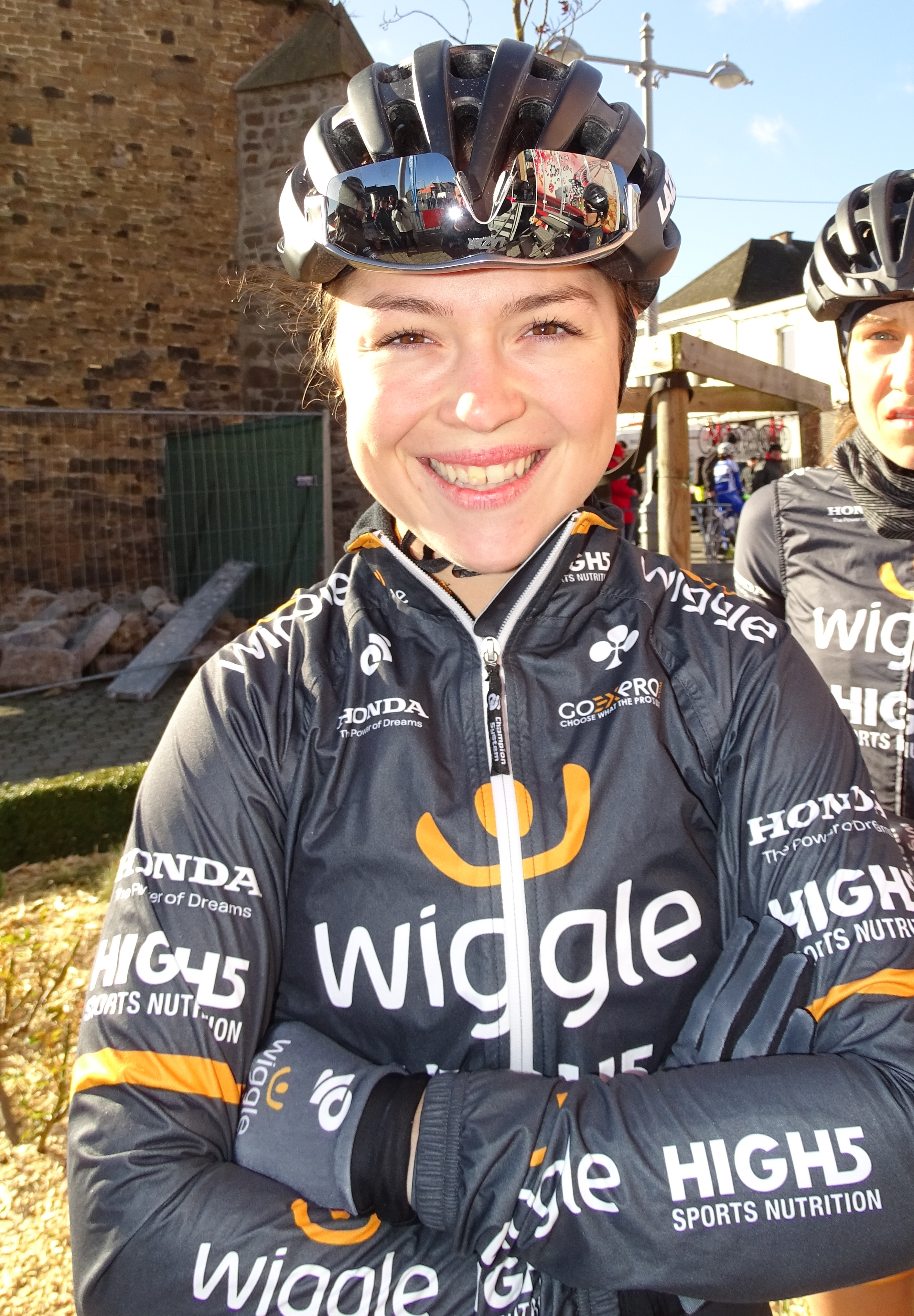
Lucy Garner en 2016.
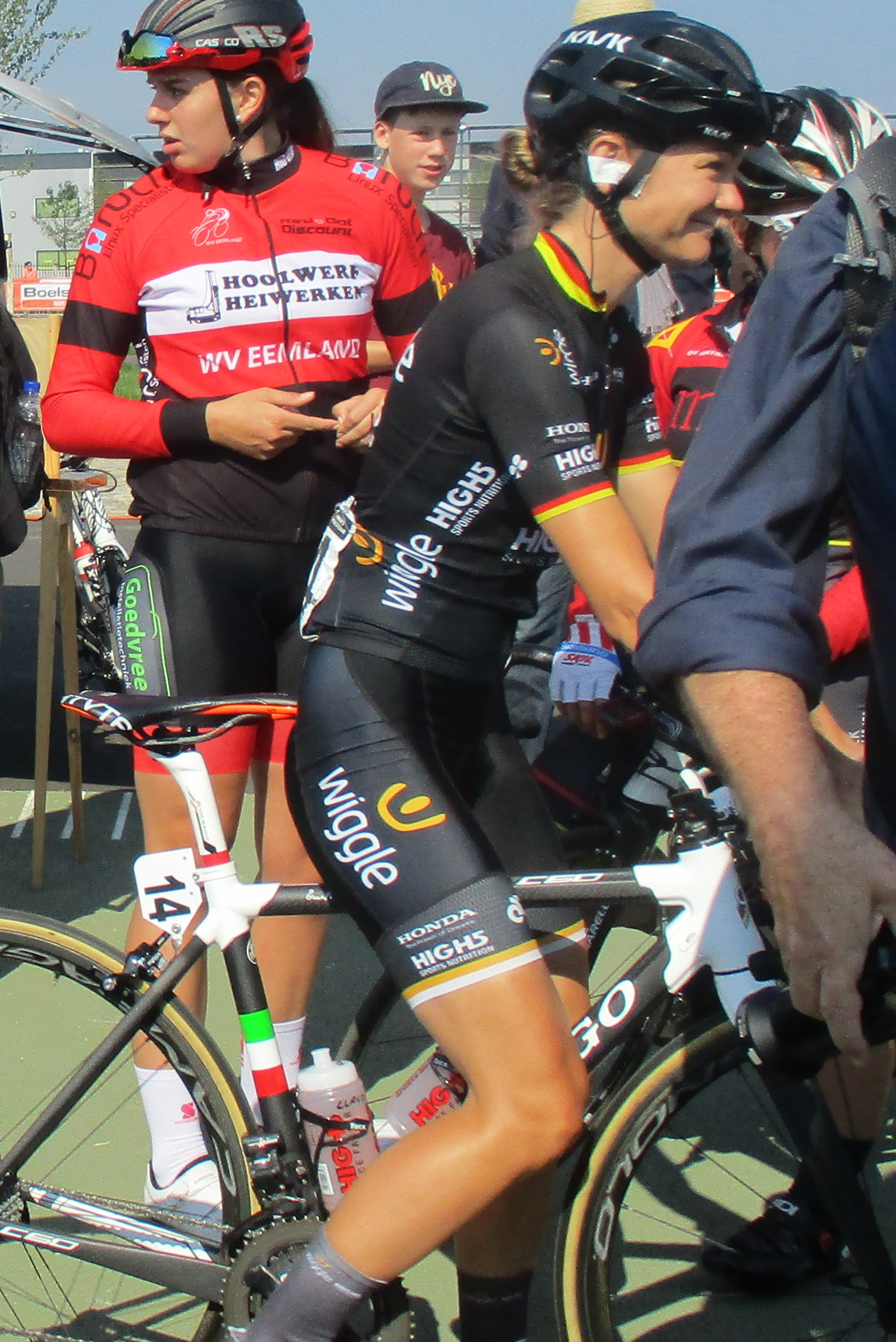
Claudia Lichtenberg
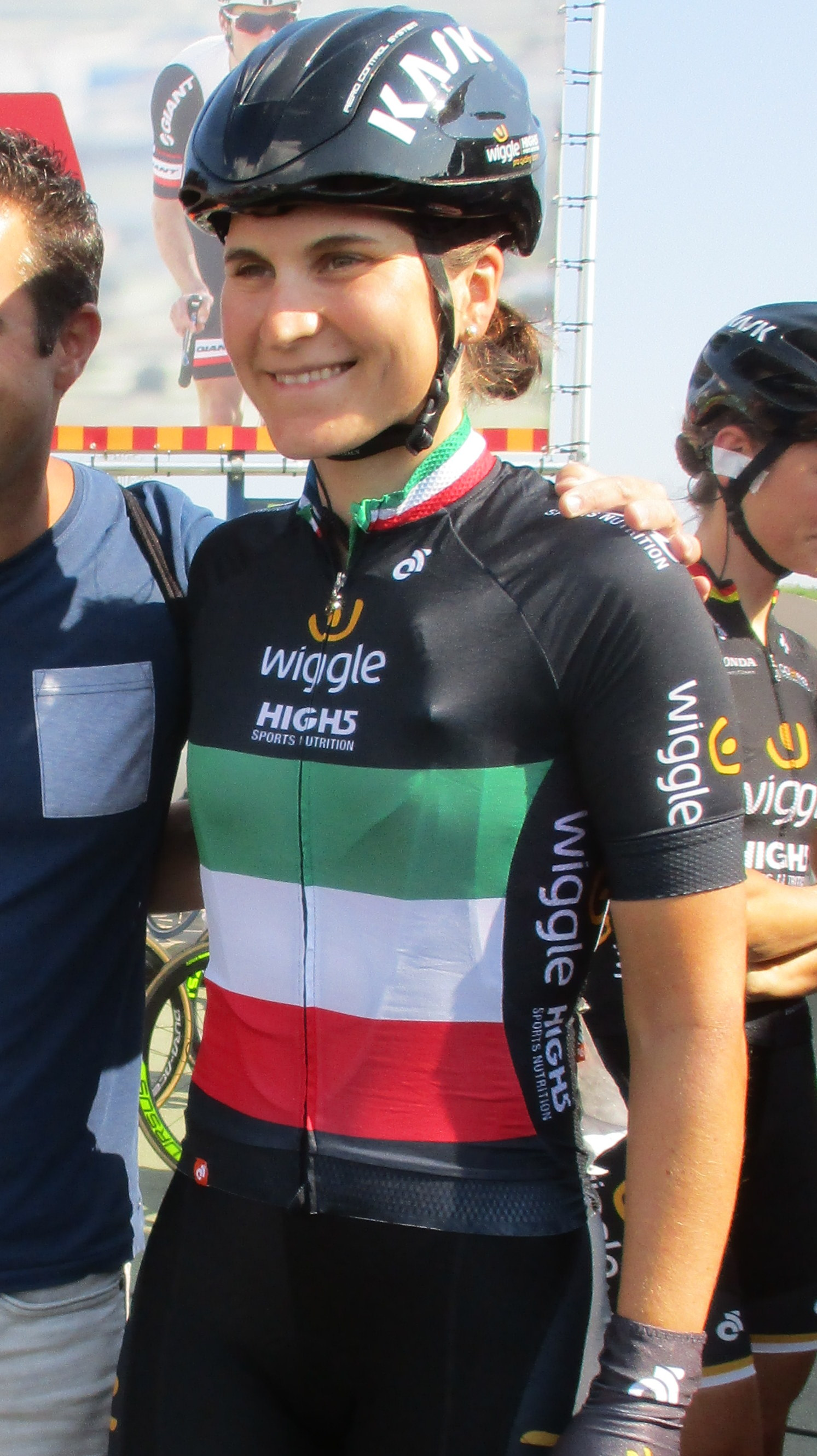
Elisa Longo Borghini.
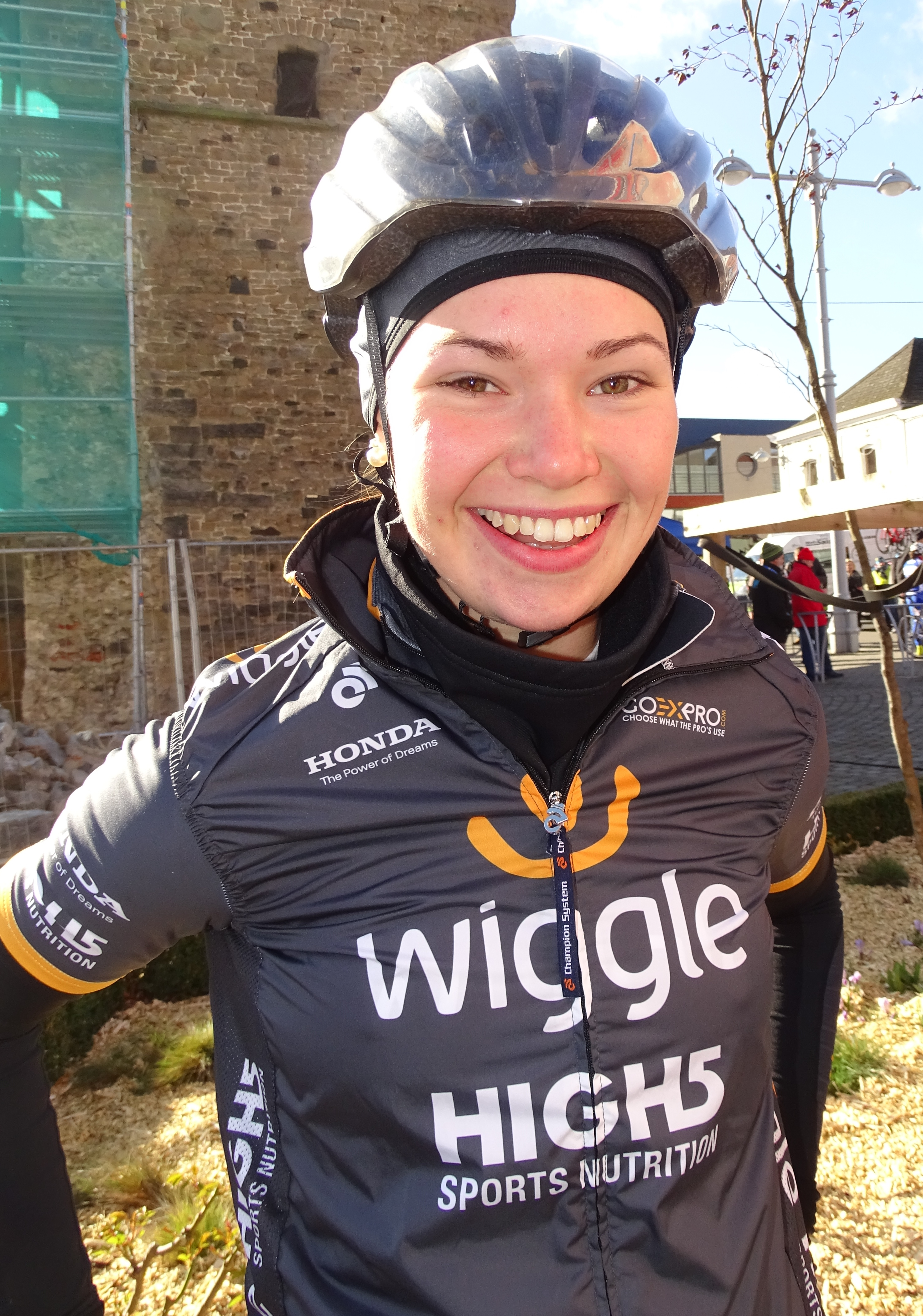
Amy Roberts en 2016.

### Encadrement

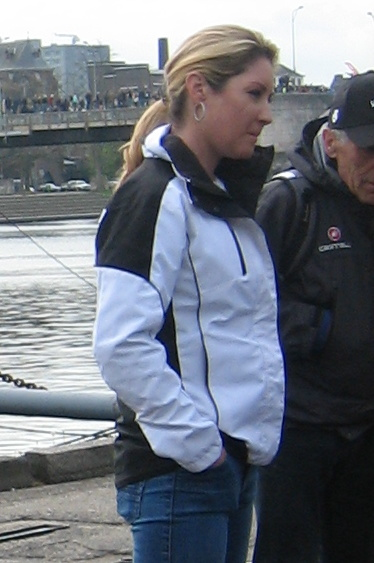
Rochelle Gilmore à l'Amstel Gold Race

La directrice de l'équipe est l'ancienne coureuse australienne Rochelle Gilmore. La directrice sportive est Donna Rae Szalinski. Elle est assistée de Martin Vestby, le mari d'Emma Johansson, et d'Alexandra Greenfield. 

## Déroulement de la saison

### Février-mars
Au  Circuit Het Nieuwsblad, Ellen van Dijk et Elisa Longo Borghini s'échappent après le Paterberg. Les deux coureuses de tête comptent jusqu'à une minute et demi d'avance. Le Molenberg permet à un nouveau groupe de poursuite de prendre le large. Il comprend Lotte Kopecky, Lucinda Brand, Chantal Blaak, Annemiek van Vleuten et Amanda Spratt. La jonction avec la tête s'opère à seize kilomètres de l'arrivée. À sept kilomètres de l'arrivée, Lucinda Brand pourtant bonne sprinteuse, profitant du surnombre de l'équipe Sunweb, attaque. Elle n'est plus revue. Elisa Longo Borghini se classe cinquième. Le sprint du peloton est réglé par Jolien D'Hoore. Elle remporte ensuite l'Omloop van het Hageland au sprint.
Aux Strade Bianche, Elisa Longo Borghini est victime d'une chute dans le secteur gravier cinq, mais revient dans le peloton. Une sélection s'opère dans l'avant dernier secteur et seules cinq coureuses sont en tête : Elisa Longo Borghini, Elizabeth Deignan, Katarzyna Niewiadoma rejointes immédiatement par Annemiek van Vleuten et Katrin Garfoot. Dans la montée finale, Elisa Longo Borghini accélère dans la partie la plus difficile, reprenant au passage Lucinda Brand et Shara Gillow qui comptaient quelques secondes d'avance, puis s'impose.
Au Tour de Drenthe, Jolien D'Hoore fait partie du groupe de tête après la deuxième ascension du mont VAM. Il est cependant rapidement repris. Elisa Longo Borghini est présente dans l'échappée décisive avec Amalie Dideriksen, Lucinda Brand et Elena Cecchini. Elle attaque dans le final sans succès et se classe quatrième. Au Trofeo Alfredo Binda-Comune di Cittiglio, Elisa Longo Borghini fait partie du groupe de tête lors de la dernière ascension de la course. Le groupe se fait néanmoins reprendre. Elisa Longo Borghini se classe tout de même neuvième du sprint qui conclut la course,. À Gand-Wevelgem, Giorgia Bronzini et Anna van der Breggen  qui accélèrent à vingt kilomètres du but. Elles sont cependant reprises. Un contre avec Giorgia Bronzini de nouveau, Katrin Garfoot, Christine Majerus et Ellen van Dijk se détache. Elles sont plus tard rejointes par Marta Bastianelli et Arlenis Sierra. Un groupement général s'opère par la suite. La victoire se dispute au sprint massif. La photo finish doit départager Lotta Lepistö et Jolien D'Hoore au profit de la première. Quelques jours plus tard, Annette Edmondson remporte la Pajot Hills Classic au sprint.

### Avril

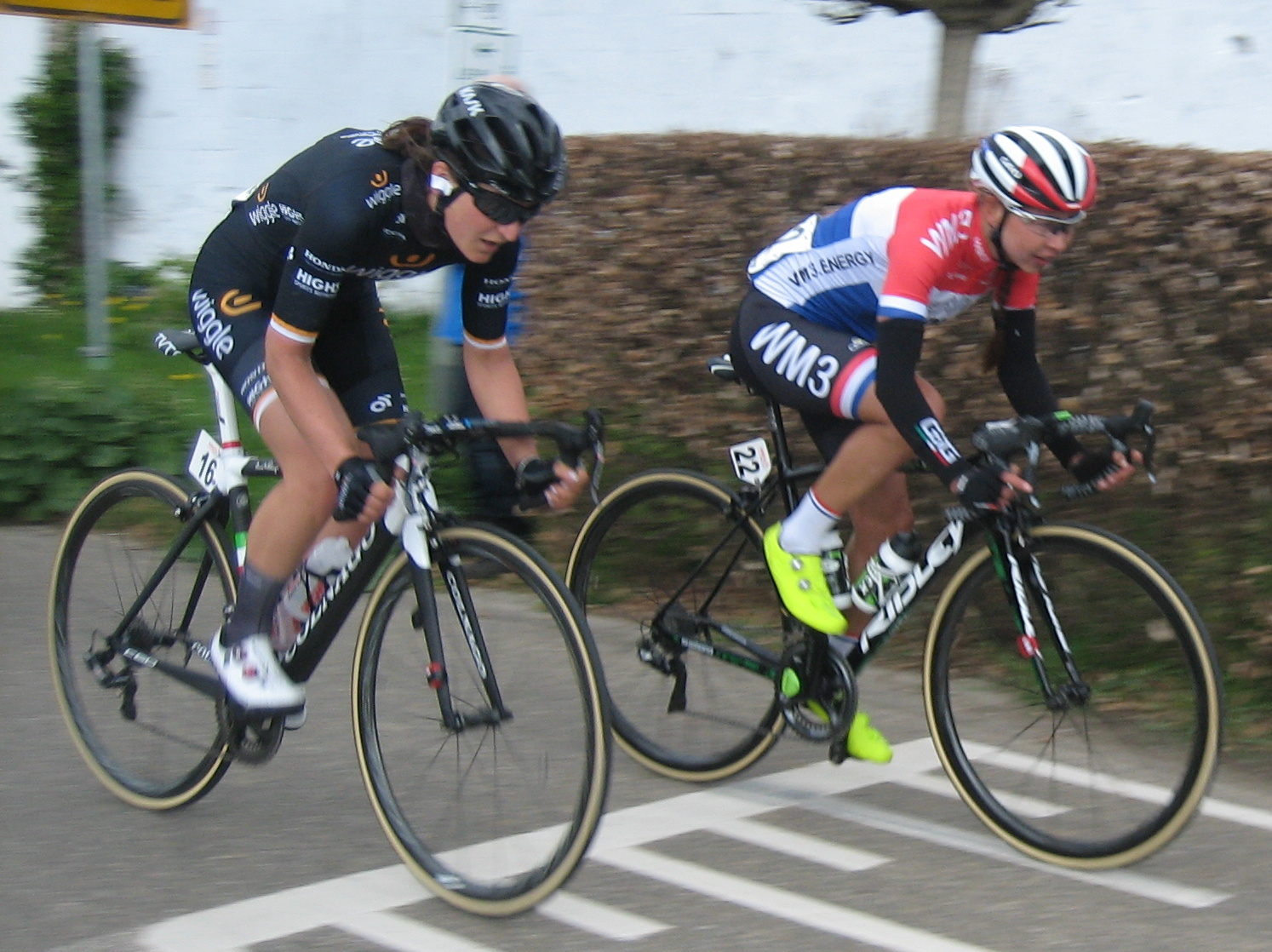
Elisa Longo Borghini, ici à l'Amstel Gold Race

Au Tour des Flandres, dans les pentes du Kanarieberg. Katarzyna Niewiadoma accélère et provoque une sélection importante. Au sommet, elle est accompagnée de Lizzie Deignan, Elisa Longo Borghini, Ashleigh Moolman et Elena Cecchini. Le peloton, réduit à trente unités, les reprend rapidement. Parmi les lâchées, on compte notamment Jolien D'Hoore. Dans le Kruisberg, Amy Pieters imprime un rythme élevé. Anna van der Breggen place ensuite une attaque suivie par Katarzyna Niewiadoma, Elisa Longo Borghini et Annemiek van Vleuten. Elles maintiennent un faible écart face au peloton. Dans le vieux Quaremont, elles sont presque reprise alors qu'Ellen van Dijk mène la poursuite, mais elles parviennent à conserver quelques mètres. Annemiek van Vleuten perd le contact avec les trois autres coureuses mais revient dans la descente vers le Paterberg, où elle décroche de nouveau avant de revenir. Derrière les équipes Sunweb et Canyon-SRAM chassent. Anna van der Breggen reçoit la consigne de ne plus contribuer à l'échappée car son équipe est bien représentée à l'arrière. Les quatre échappées sont finalement reprises sous la flamme rouge. Elisa Longo Borghini se classe dixième,. Le lendemain, Jolien D'Hoore gagne le Grand Prix de Dottignies au sprint. Aux championnats du monde sur piste de Hong-Kong, elle devient la première championne du monde de la course à l'américaine de l'histoire en duo avec Lotte Kopecky.
À l'Amstel Gold Race, dans la deuxième ascension du Cauberg, un groupe de huit coureuses dont Elisa Longo Borghini s'échappe. Il est rapidement repris. Amy Pieters place ensuite un contre. Elle est rejointe par Audrey Cordon, Roxane Fournier et Tetiana Riabchenko. Le peloton les reprend au pied de la troisième montée du Cauberg. Elizabeth Deignan accélère de nouveau, cette fois accompagnée d'Elisa Longo Borghini et Katarzyna Niewiadoma. Dans la dernière ascension du Bemelerberg, Annemiek van Vleuten attaque suivie par Anna van der Breggen et Coryn Rivera. Elles reviennent immédiatement sur la tête de course. Quelques centaines de mètres plus loin, Anna van der Breggen part seule et n'est plus rejointe. Elisa Longo Borghini se classe finalement cinquième,,. Elle tombe cependant malade et doit renoncé à concourir la Flèche wallonne. Sur celle-ci, Audrey Cordon attaque dans la descente de la côte d'Ereffe mais est reprise. Elle est la mieux classée de l'équipe à la onzième place. Sur Liège-Bastogne-Liège, Katarzyna Niewiadoma attaque dans la Roche aux faucons. Elle est suivie par Elizabeth Deignan, Anna van der Breggen, Ashleigh Moolman et Elisa Longo Borghini. L'écart atteint quarante secondes au bout de trois kilomètres. Dans la côte de Saint-Nicolas, Katarzyna Niewiadoma accélère mais c'est Anna van der Breggen qui part seule au sommet. Elisa Longo Borghini est reprise par le groupe des poursuivantes et doit se contenter d'une neuvième place,.

### Mai
Au Tour de l'île de Chongming , Jolien D'Hoore chute sur la première étape et a les bras éraflés. Elle gagne cependant les deux dernières étapes et inscrit son nom au palmarès de l'épreuve. 
Au Tour de Californie, une équipe de quatre coureuses avec pour leader Giorgia Bronzini prend le départ. Sur la troisième étape, l'Italienne est victime d'une crevaison en fin d'étape. Elle parvient cependant à reprendre sa place dans le peloton et se classe troisième du sprint derrière Coryn Rivera et Arlenis Sierra,. Le lendemain, elle s'impose en sautant dans les derniers mètres Kirsten Wild et Coryn Rivera,.

### Juin

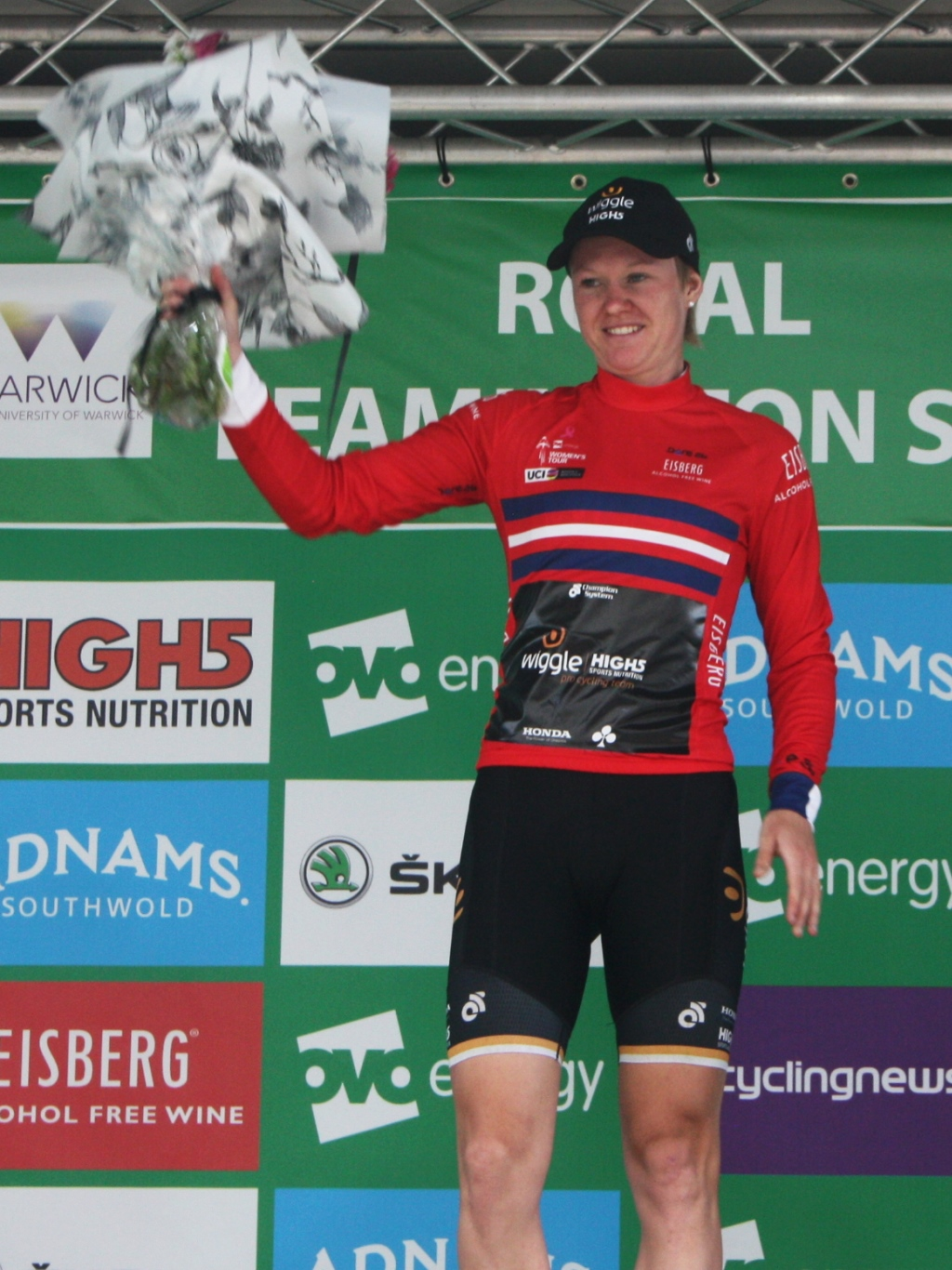
Jolien D'Hoore au Women's Tour

Au Women's Tour, épreuve parrainée notamment par Wiggle, Giorgia Bronzini prend la quatrième place de la première étape tandis que Jolien D'Hoore joue les sprints intermédiaires,. Elisa Longo Borghini est cinquième le lendemain au sprint. Bronzini est de nouveau quatrième sur la troisième étape dans le sprint massif puis sixième de la quatrième étape après que l'équipe a manqué l'échappée du jour. Sur la dernière étape, Jolien D'Hoore s'impose au sprint,. Audrey Cordon y remporte le classement des monts. Jolien D'Hoore est deuxième du classement des sprints.
Lors des championnats nationaux, Audrey Cordon conserve son titre sur le contre-la-montre en France. Jolien D'Hoore redevient championne de Belgique grâce à pointe de vitesse. En Italie, Elisa Longo Borghini conserve son titre en contre-la-montre, surtout elle obtient pour la première fois le titre sur route. Elle a profité de la montée de la Serra pour s'échapper seule. Elle gagne en solitaire.

### Juillet
Au Tour d'Italie, la formation Wiggle High5 est quatrième du contre-la-montre par équipes inaugural. Le lendemain, la difficile ascension de la Forcella avec un sommet à une vingtaine de kilomètres de l'arrivée permet aux favorites de s'exprimer. Après une sélection dans le peloton dans les premières pentes, Anna van der Breggen, Annemiek van Vleuten et Elisa Longo Borghini accélèrent à mi-montée. Elles passent au sommet en tête et ne sont plus reprises. Au sprint, Annemiek van Vleuten se montre la plus rapide. Elisa Longo Borghini se classe troisième. Le peloton arrive deux minutes plus tard,,. Jolien D'Hoore remporte la quatrième étape au sprint,,. Lors du contre-la-montre, Elisa Longo Borghini se classe troisième derrière ses deux rivales au classement général,,. Sur la sixième étape, Giorgia Bronzini finit troisième du sprint. Elisa Longo Borghini se classe cinquième de la huitième étape. Giorgia Bronzini est une nouvelle fois troisième de la neuvième étape au sprint. Sur l'ultime étape, les favorites s'isolent en tête dans la montée du Vésuve. Elisa Longo Borghini prend la sixième place et conserve ainsi sa deuxième place au classement général. Elle est également meilleure Italienne. 
Au BeNe Ladies Tour, Annette Edmondson remporte le prologue. Elle se classe troisième de l'étape 2a. Au classement général final, elle est troisième, Emilia Fahlin est quatrième. La course by Le Tour de France arrive au col d'Izoard. Dans ses pentes, Elizabeth Deignan imprime un rythme soutenu qui réduit le peloton à une vingtaine puis à une dizaine d'unités. À cinq kilomètres de l'arrivée, Annemiek van Vleuten place une attaque. Elle est suivie par Elizabeth Deignan, Elisa Longo Borghini et Shara Gillow. Elle accélère une nouvelle fois cinq cents mètres plus loin et creuse cette fois un écart. Elisa Longo Borghini se classe finalement troisième. Sur la deuxième étape dans Marseille, les places ne sont pas changées. Elle est troisième du classement général. À RideLondon-Classique, le sprint est confus et Jolien D'Hoore est sixième.

### Août
Aux championnats d'Europe sur route, Giorgia Bronzini et Elisa Longo Borghini font partie de l'échappée décisive de sept coureuses. Giorgia Bronzini se classe deuxième, battue au sprint par Marianne Vos.
La formation est cinquième du contre-la-montre par équipes de l'Open de Suède Vårgårda. Sur la course en ligne, Giorgia Bronzini fait partie de l'échappée. L'épreuve se conclut au sprint et Emilia Fahlin finit huitième. Au Tour de Norvège, Jolien D'Hoore est huitième du prologue. Le lendemain, elle remporte le sprint massif et s'empare de la tête du classement général. Sur la deuxième étape, elle se classe quatrième et perd le maillot jaune au profit de Marianne Vos. Le dernier jour, elle ne fait pas partie du groupe de tête. 
Au Grand Prix de Plouay, dans la côte de Ty Marrec, Elisa Longo Borghini et Rossella Ratto accélèrent mais ne parviennent pas à creuser l'écart. À trois tours de la fin, Claudia Lichtenberg passe également à l'attaque mais tout rentre dans l'ordre dans la côte de Ty Marrec. Sur cet avant-dernier passage, Elisa Longo Borghini suit l'accélération de Pauline Ferrand-Prévot. Alors que ce groupe semblait destiner à se disputer la victoire, la mauvaise entente et les efforts des équipes Orica-Scott et Sunweb provoquent le regroupement au pied de la côte de Lezot. Audrey Cordon,tente sa chance, mais le peloton se présente grouper au pied de la dernière ascension de Ty Marrec. Elisa Longo Borghini ne peut suivre cette fois Elizabeth Deignan et Pauline Ferrand-Prévot. Giorgia Bronzini est quinzième.
L'équipe ne rapporte pas de résultats significatifs du Boels Ladies Tour. 

### Septembre

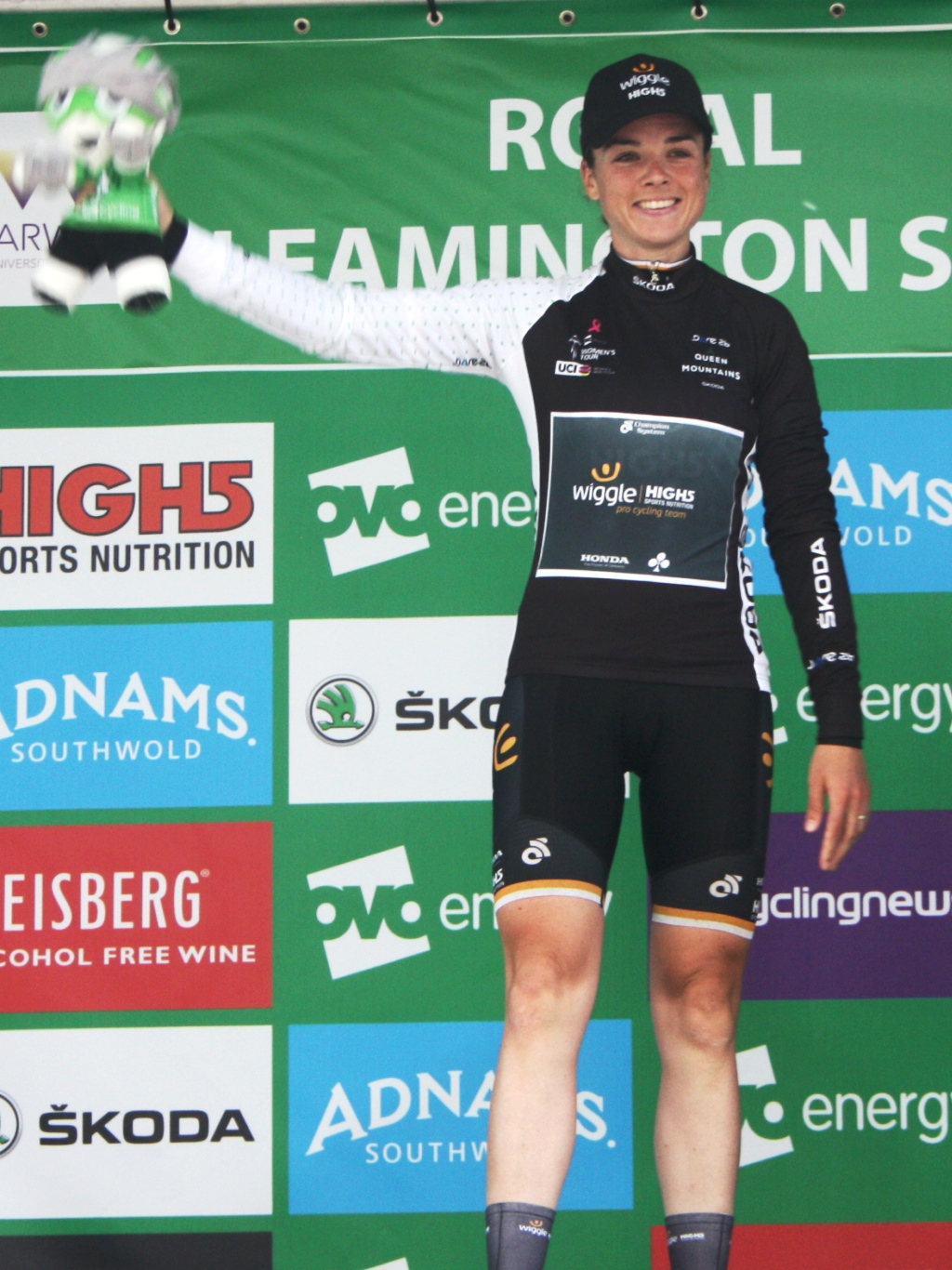
Audrey Cordon, ici au Women's Tour

Au Tour de Belgique, Jolien D'Hoore remporte le prologue à égalité de temps avec Marianne Vos,. Sur la première étape, Marianne Vos gagne le sprint massif devant Jolien D'Hoore et endosse le maillot jaune,. Le scénario est inversé le lendemain. Jolien D'Hoore se présente donc au départ de la dernière étape avec le maillot jaune sur les épaules. La tactique de la WM3 avec les multiples attaques d'Anouska Koster la met cependant en difficulté. Elle est certes septième de l'étape mais concède plus d'une minute à la Néerlandaise. Elle est quatrième du classement général final.
Jolien D'Hoore remporte au sprint massif La Madrid Challenge by La Vuelta.
Aux championnats du monde du contre-la-montre, Audrey Cordon se classe treizième. Sur la course en ligne, Jolien D'Hoore et Elisa Longo Borghini ne sont pas dans un bon jour et sont lâchées avant l'explication finale. À vingt-trois kilomètres de l'arrivée, Chantal Blaak contre avec Audrey Cordon-Ragot et Hannah Barnes. Dans le faux-plat précédent Salmon Hill, Audrey Cordon attaque sans succès. Dans la dernière montée de Salmon Hill, comme au tour précédent, les favorites se livrent bataille et reviennent sur la tête. Emilia Fahlin est neuvième,,.

### Octobre
En octobre, Audrey Cordon s'impose sur le Chrono des Nations-Les Herbiers-Vendée.

## Bilan de la saison
Jolien D'Hoore compte douze victoires sur route dont sept sur l'World Tour. Elisa Longo Borghini avec sa victoire sur les Strade Bianche et les championnats d'Italie sur route et du contre-la-montre. Elle se classe également deuxième du Tour d'Italie. Grâce à ses deux leaders, la formation a pu maintenir son rang tout au long de la saison. Le site vélo101 la classe troisième meilleure équipe professionnelle féminine pour la saison 2017.

## Victoires

### Sur route
| Victoires | Victoires                                      | Victoires   | Victoires | Victoires            | Victoires |
| Date      | Course                                         | Pays        | Classe    | Vainqueur            |           |
| --------- | ---------------------------------------------- | ----------- | --------- | -------------------- | --------- |
| 26 fév.   | Omloop van het Hageland                        | Belgique    | 1.1       | Jolien D'Hoore       |           |
| 4 mars    | Strade Bianche                                 | Italie      | 1.WWT     | Elisa Longo Borghini |           |
| 29 mars   | Pajot Hills Classic                            | Belgique    | 1.2       | Annette Edmondson    |           |
| 3 avr.    | Grand Prix de Dottignies                       | Belgique    | 1.2       | Jolien D'Hoore       |           |
| 6 mai     | 2e étape du Tour de l'île de Chongming         | Chine       | 2.WWT     | Jolien D'Hoore       |           |
| 7 mai     | 3e étape du Tour de l'île de Chongming         | Chine       | 2.WWT     | Jolien D'Hoore       |           |
| 7 mai     | Classement général, Tour de l'île de Chongming | Chine       | 2.WWT     | Jolien D'Hoore       |           |
| 14 mai    | 4e étape du Tour de Californie                 | États-Unis  | 2.WWT     | Giorgia Bronzini     |           |
| 11 juin   | 5e étape du Tour de Grande-Bretagne féminin    | Royaume-Uni | 2.WWT     | Jolien D'Hoore       |           |
| 22 juin   | Championnat de France du contre-la-montre      | France      | CN        | Audrey Cordon-Ragot  |           |
| 23 juin   | Championnat d'Italie du contre-la-montre       | Italie      | CN        | Elisa Longo Borghini |           |
| 25 juin   | Championnat d'Italie sur route                 | Italie      | CN        | Elisa Longo Borghini |           |
| 25 juin   | Championnat de Belgique sur route              | Belgique    | CN        | Jolien D'Hoore       |           |
| 3 juill.  | 4e étape du Tour d'Italie                      | Italie      | 2.WWT     | Jolien D'Hoore       |           |
| 13 juill. | Prologue, Baloise Ladies Tour                  | Pays-Bas    | 2.1       | Annette Edmondson    |           |
| 18 août   | 1re étape du Tour de Norvège                   | Norvège     | 2.WWT     | Jolien D'Hoore       |           |
| 5 sept.   | Prologue du Tour de Belgique                   | Belgique    | 2.1       | Jolien D'Hoore       |           |
| 7 sept.   | 2e étape du Tour de Belgique                   | Belgique    | 2.1       | Jolien D'Hoore       |           |
| 10 sept.  | La Madrid Challenge by La Vuelta               | Espagne     | 1.WWT     | Jolien D'Hoore       |           |
| 15 oct.   | Chrono des Nations-Les Herbiers-Vendée         | France      | 1.1       | Audrey Cordon-Ragot  |           |

### Sur piste
| Date       | Course                                       | Pays       | Classe | Vainqueur      |
| ---------- | -------------------------------------------- | ---------- | ------ | -------------- |
| 26 février | Poursuite par équipes à Los Angeles          | États-Unis | CDM    | Amy Cure       |
| 3 mars     | Championnat d'Australie de course aux points | Australie  | CN     | Amy Cure       |
| 4 mars     | Championnat d'Australie du scratch           | Australie  | CN     | Amy Cure       |
| 18 mars    | Course à l'américaine à Gand                 | Belgique   | C1     | Jolien D'Hoore |
| 18 mars    | Scratch à Gand                               | Belgique   | C1     | Jolien D'Hoore |
| 15 avril   | Championnat du monde de l'américaine         | Hong Kong  | CM     | Jolien D'Hoore |
| 6 octobre  | Championnat du Danemark de course aux points | Danemark   | CN     | Julie Leth     |

### Résultats sur les courses majeures

#### World Tour
| Date                | #  | Course                                   | Pays            | Meilleure classée    | Classement |
| ------------------- | -- | ---------------------------------------- | --------------- | -------------------- | ---------- |
| 4 mars              | 1  | Strade Bianche                           | Italie          | Elisa Longo Borghini | Vainqueur  |
| 11 mars             | 2  | Tour de Drenthe                          | Pays-Bas        | Elisa Longo Borghini | 4e         |
| 19 mars             | 3  | Trofeo Alfredo Binda-Comune di Cittiglio | Italie          | Elisa Longo Borghini | 7e         |
| 26 mars             | 4  | Gand-Wevelgem                            | Belgique        | Jolien D'Hoore       | 2e         |
| 2 avril             | 5  | Tour des Flandres                        | Belgique        | Elisa Longo Borghini | 10e        |
| 16 avril            | 6  | Amstel Gold Race                         | Pays-Bas        | Elisa Longo Borghini | 5e         |
| 19 avril            | 7  | Flèche wallonne                          | Belgique        | Audrey Cordon        | 11e        |
| 23 avril            | 8  | Liège-Bastogne-Liège                     | Belgique        | Elisa Longo Borghini | 9e         |
| 5-7 mai             | 9  | Tour de l'île de Chongming               | Chine           | Jolien D'Hoore       | Vainqueur  |
| 11-14 mai           | 10 | Tour de Californie                       | États-Unis      | Audrey Cordon        | 26e        |
| 4 juin              | 11 | Philadelphia Cycling Classic             | États-Unis      | Course annulée       |            |
| 7-11 juin           | 12 | The Women's Tour                         | Grande-Bretagne | Elisa Longo Borghini | 10e        |
| 30 juin-9 juillet   | 13 | Tour d'Italie                            | Italie          | Elisa Longo Borghini | 2e         |
| 20 juillet          | 14 | La course by Le Tour de France           | France          | Elisa Longo Borghini | 3e         |
| 29 juillet          | 15 | RideLondon-Classique                     | Grande-Bretagne | Jolien D'Hoore       | 6e         |
| 11 août             | 16 | Open de Suède Vårgårda TTT               | Suède           | Wiggle-High5         | 5e         |
| 13 août             | 17 | Open de Suède Vårgårda                   | Suède           | Emilia Fahlin        | 8e         |
| 17-20 août          | 18 | Tour de Norvège                          | Norvège         | Giorgia Bronzini     | 18e        |
| 26 août             | 19 | Grand Prix de Plouay                     | France          | Giorgia Bronzini     | 15e        |
| 29 août-3 septembre | 20 | Boels Rental Ladies Tour                 | Pays-Bas        | Audrey Cordon        | 11e        |
| 10 septembre        | 21 | La Madrid Challenge by La Vuelta         | Espagne         | Jolien D'Hoore       | Vainqueur  |

Wiggle High5 est troisième du classement par équipes. Elisa Longo Borghini est cinquième du classement individuel et Jolien D'Hoore sixième.

#### Grand tour
| Grand tour            | Tour d'Italie                                              |
| --------------------- | ---------------------------------------------------------- |
| Coureuse (classement) | Elisa Longo Borghini (2e)                                  |
| Accessits             | 1 victoire d'étape et classement de la meilleure Italienne |

## Classement mondial
| Rang | Coureuse             | Points |
| ---- | -------------------- | ------ |
| 7    | Jolien D'Hoore       | 934    |
| 10   | Elisa Longo Borghini | 711    |
| 29   | Giorgia Bronzini     | 400    |
| 44   | Audrey Cordon        | 242    |
| 53   | Emilia Fahlin        | 189    |
| 54   | Annette Edmondson    | 184    |
| 79   | Claudia Lichtenberg  | 112    |
| 127  | Amy Cure             | 63     |
| 128  | Lucy Garner          | 61     |
| 252  | Mayuko Hagiwara      | 16     |
| 531  | Julie Leth           | 3      |

Wiggle High5 est sixième au classement par équipes.